# 장자크 상페
장자크 상페(프랑스어: Jean-Jacques Sempé, 1932년 8월 17일~2022년 8월 11일)는 프랑스의 삽화가이다.
1932년 8월 17일 보르도에서 태어났다. 그가 그림을 그리기 시작한 것은 소년 시절, 악단에서 연주하는 것을 꿈꾸며 재즈 음악가들을 그리면서부터였다. 1960년 르네 고시니를 알게 되어 함께 『꼬마 니콜라』를 만들기 시작했다. 이 작품은 대성공을 거두었고 1962년에 첫 번째 작품집 『쉬운 일은 아무것도 없다』가 나올 때 그는 이미 프랑스에서 데생의 일인자가 되어 있었다. 이후 드노엘 출판사와 갈리마르 출판사에서 지금까지 서른 권 가까운 작품집을 발표했고, 이 책들은 세계 여러 나라 말로 번역되었다.
프랑스의 『렉스프레스』, 『파리 마치』 같은 유수한 잡지뿐 아니라 미국 『뉴요커』의 표지 일러스트레이터이자 가장 중요한 기고자이기도 한 그는 1960년부터 30년간 그려 온 데생과 수채화가 1991년 파피용 데 자르에서 전시되었을 때, 현대 사회에 대해 사회학 논문 1천 편보다 더 많은 것을 말해 준다는 평을 들었다.

## 작품 목록
- 『랑베르 씨 Monsieur Lambert』(1965)
  - 윤정임 옮김 | 열린책들 | 112면 | ISBN 89-329-0254-2
- 『얼굴 빨개지는 아이 Marcellin Caillou』(1969)
  - 김호영 옮김 | 열린책들 | 128면 | ISBN 978-89-329-1909-6
- 『랑베르 씨의 신분 상승 L'ascension sociale de Monsieur Lambert』(1975)
  - 윤정임 옮김 | 열린책들 | 112면 | ISBN 89-329-0266-6
- 『가벼운 일탈 Un léger décalage』(1977)
- 『인생은 단순한 균형의 문제 Simple question d'équilibre』(1977)
  - 열린책들 | 80면 | ISBN 978-89-329-1902-7
- 『어설픈 경쟁 Vaguement competitif』(1985)
  - 이건수 옮김 | 열린책들 | 108면 | ISBN 978-89-329-1896-9
- 『사치와 평온과 쾌락 Luxe, calme et volupté』(1987)
  - 이원희 옮김 | 열린책들 | 108면 | ISBN 978-89-329-1892-1
- 『우리 아빠는 엉뚱해 Catherine Certitude』(1988)
  - 이세욱 옮김 | 별천지 | 107면 | ISBN 978-89-94041-05-6
- 『뉴욕 스케치 Par avion』(1989)
  - 정장진 옮김 | 열린책들 | 96면 | ISBN 978-89-329-1893-8
- 『여름 휴가 Vacances』(1990)
- 『아름다운 날들 Beaux temps』(1999)
  - 윤정임 옮김 | 열린책들 | 108면 | ISBN 978-89-329-1898-3
- 『속 깊은 이성 친구 Ames soeurs』(1991)
  - 이세욱 옮김 | 열린책들 | 88면 | ISBN 978-89-329-1891-4
- 『풀리지 않는 몇 개의 신비 Insondables mystères』(1993)
- 『자전거를 못 타는 아이 Raoul Taburin』(1995)
  - 최영선 옮김 | 열린책들 | 96면 | ISBN 978-89-329-1910-2
- 『거창한 꿈 Grands rêves』(1997)
  - 윤정임 옮김 | 열린책들 | 108면 | ISBN 978-89-329-1895-2
- 『파리 스케치 Un peu de Paris』(2001)
  - 열린책들 | 104면 | ISBN 978-89-329-1894-5
- 『겹겹의 의도 Multiples intentions』(2003)
  - 윤정임 옮김 | 열린책들 | 104면 | ISBN 978-89-329-1897-6
- 『프랑스 스케치 Un peu de la France』(2005)
  - 열린책들 | 124면 | ISBN 978-89-329-1903-4
- 『각별한 마음 Sentiments distingués』(2007)
  - 이원희 옮김 | 열린책들 | 108면 | ISBN 978-89-329-1899-0
- 『뉴욕의 상뻬 Sempé A New York』(2009)
  - 하지은 옮김 | 미메시스 | 344면 | ISBN 978-89-90641-74-8
- 『돌풍과 소강 Bourrasques et accalmies』(2013)
  - 이원희 옮김 | 열린책들 | 120면 | ISBN 978-89-329-1901-0
- 『진정한 우정 Sincères amitiés』(2015)
  - 양영란 옮김 | 열린책들 | 164면 | ISBN 978-89-329-1840-2